# Edeby, Salems socken

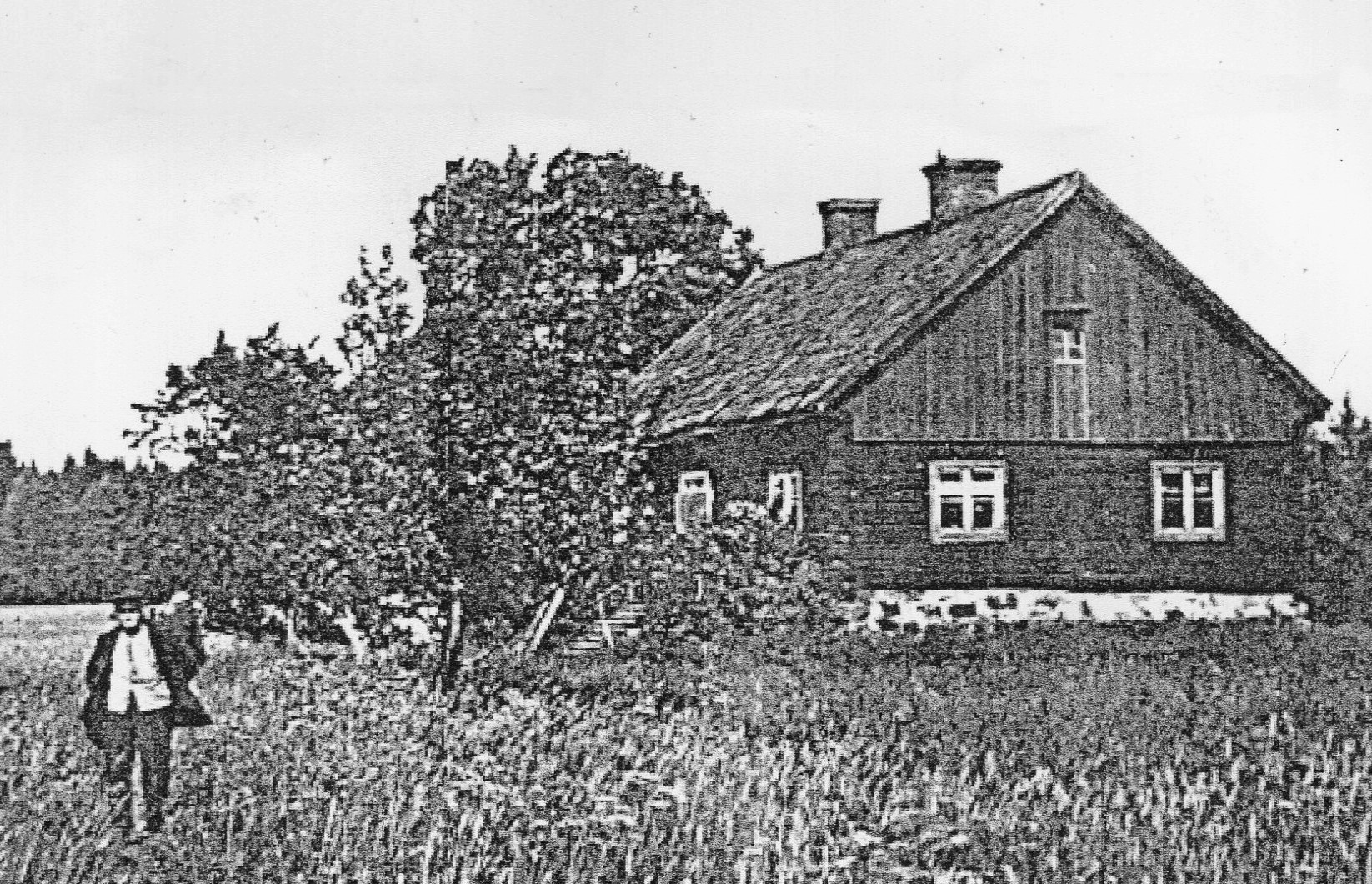
Edeby gård med boenden Fredrik Karlsson, 1912.

Edeby var ett säteri i Salems socken, Stockholms län. Gården låg vid Bornsjöns sydvästra strand och sambrukades efter 1700-talets slut med Vällinge. Huvudbyggnaden revs 1936.

## Historik

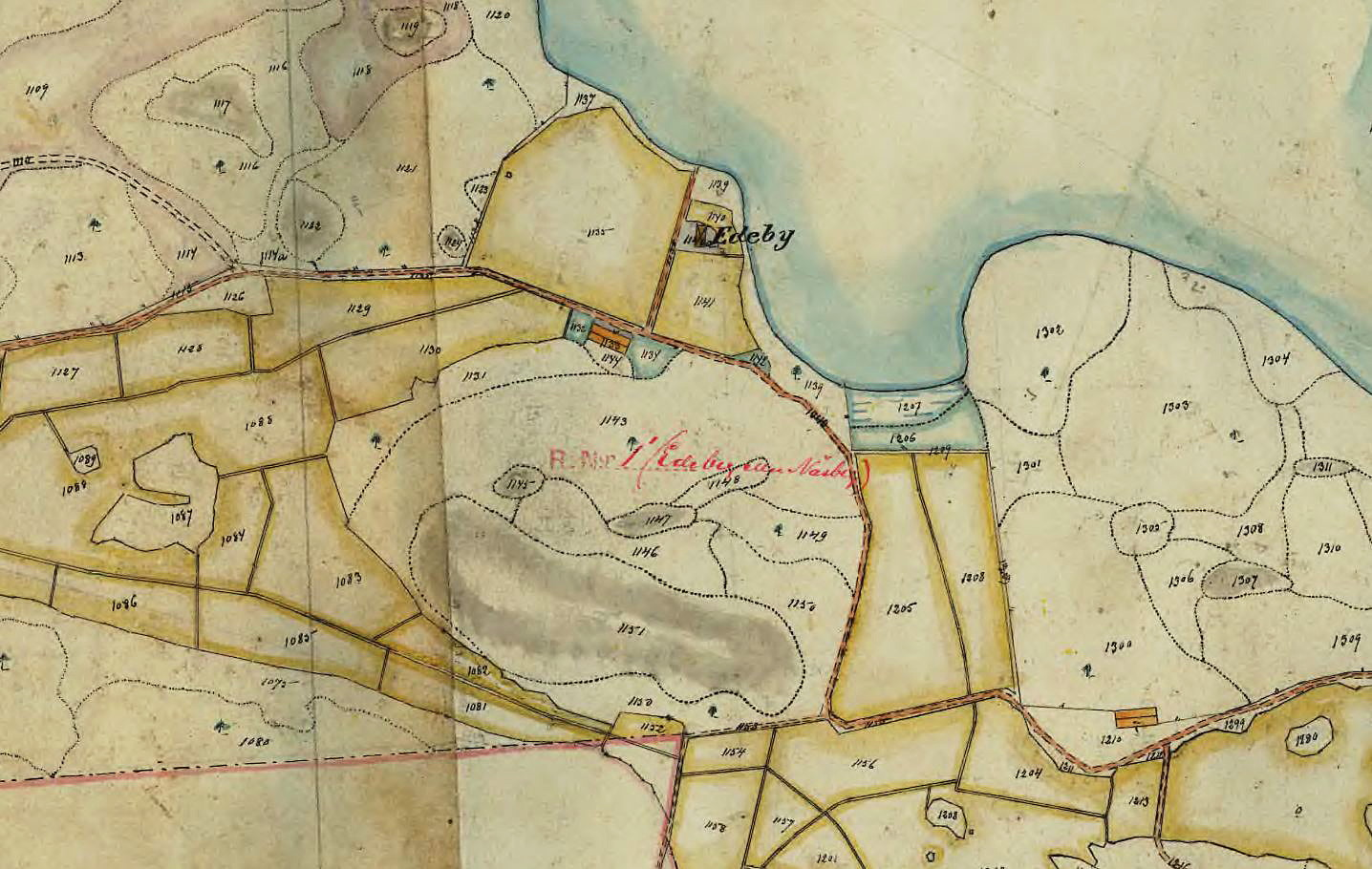
Edeby på en karta från 1905.

Edeby är känd sedan 1300-talet som eethby (1382) och var en av Salems äldsta gårdar. Men platsen var bebodd redan under brons- och järnåldern som flera gravfält och stensättningar vittnar om. Efterleden ”by” tyder på vikingatida ursprung. I Stockholms tänkeböcker omtalas 1586 en "welbördige Erland Johansson till Edebÿ".
Bland tidiga ägare märks riksrådet Bo Jonsson (Grip). I mitten av 1500-talet var Edeby en betydande gård med totalt två mantal. r 1714 köpte översten Carl Gustaf Creutz egendomen. 1744 förvärvades Edeby och Vällinge av diplomaten Gustaf Boneauschiöld. Förutom Edeby och Vällinge ägde Boneauschiöld ett hus vid Drottninggatan i Stockholm samt gårdarna Stavsund, Kaggeholm och Bornö. I slutet av 1700-talet lades Edeby under Vällinge och gården beboddes sedan av rättare och trädgårdsmästare.
En av de sista som bebodde Edeby var arbetaren Fredrik Karlsson (även kallad ”Fredrik i Edeby”), som flyttade in 1903. Han syns tillsammans med gården på ett fotografi från 1912 taget på hans 60-årsdag. År 1900 köptes Edeby av Stockholms stad som byggde stadens nya vattenverk i Norsborg och ville förvärva områden och gårdarna kring Bornsjön för att trygga vattenförsörjningen från den rena sjön.

## Historiska bilder

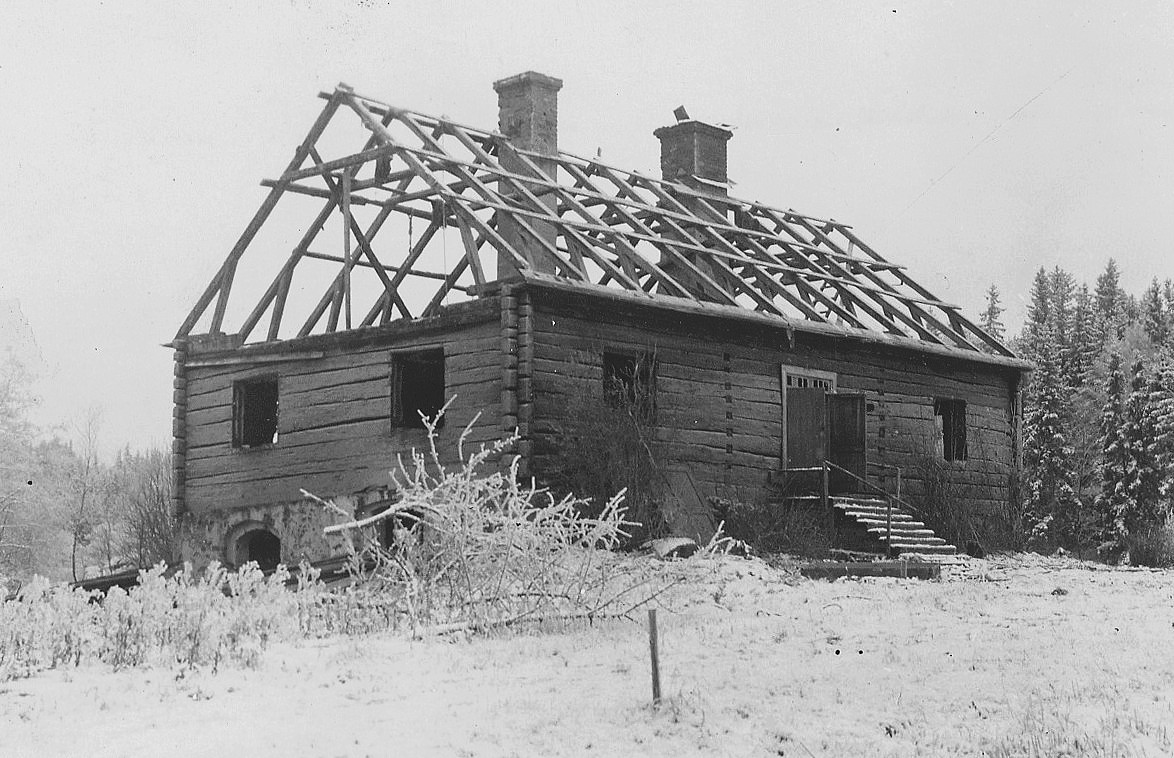
Här rivs Edeby, 1936.
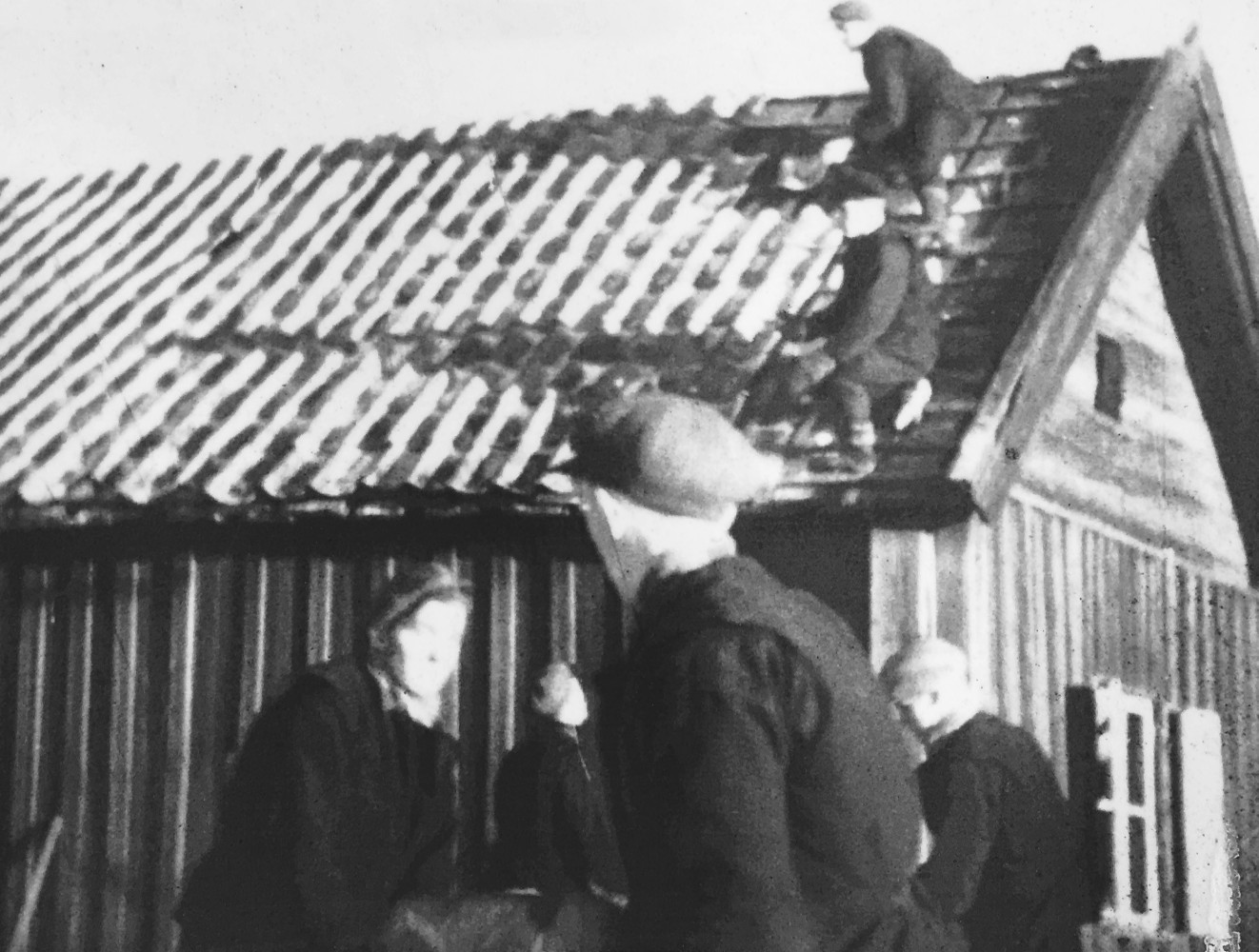
Här rivs Norrtorp, 1936.
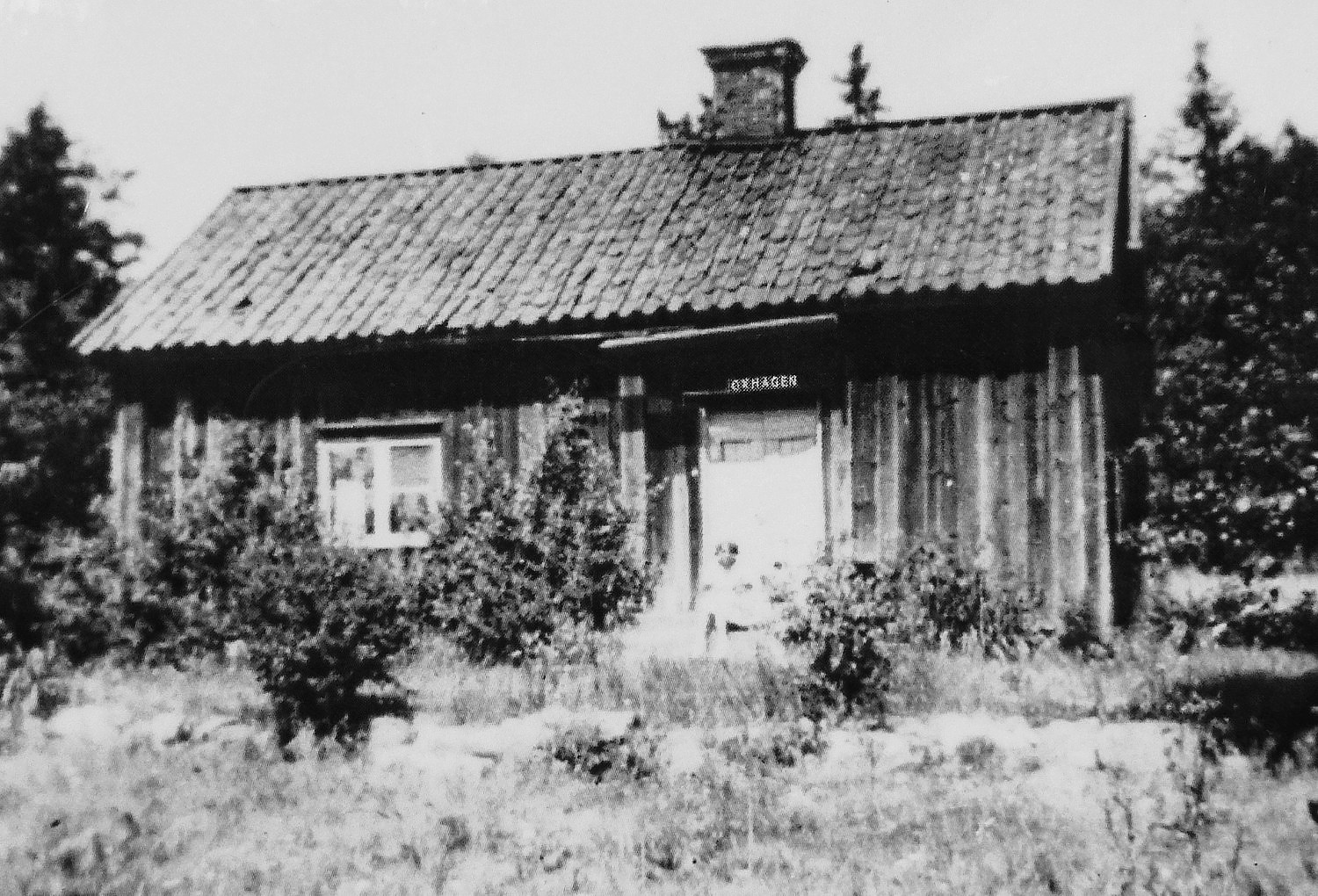
Torpet Oxhagen på 1930-talet.
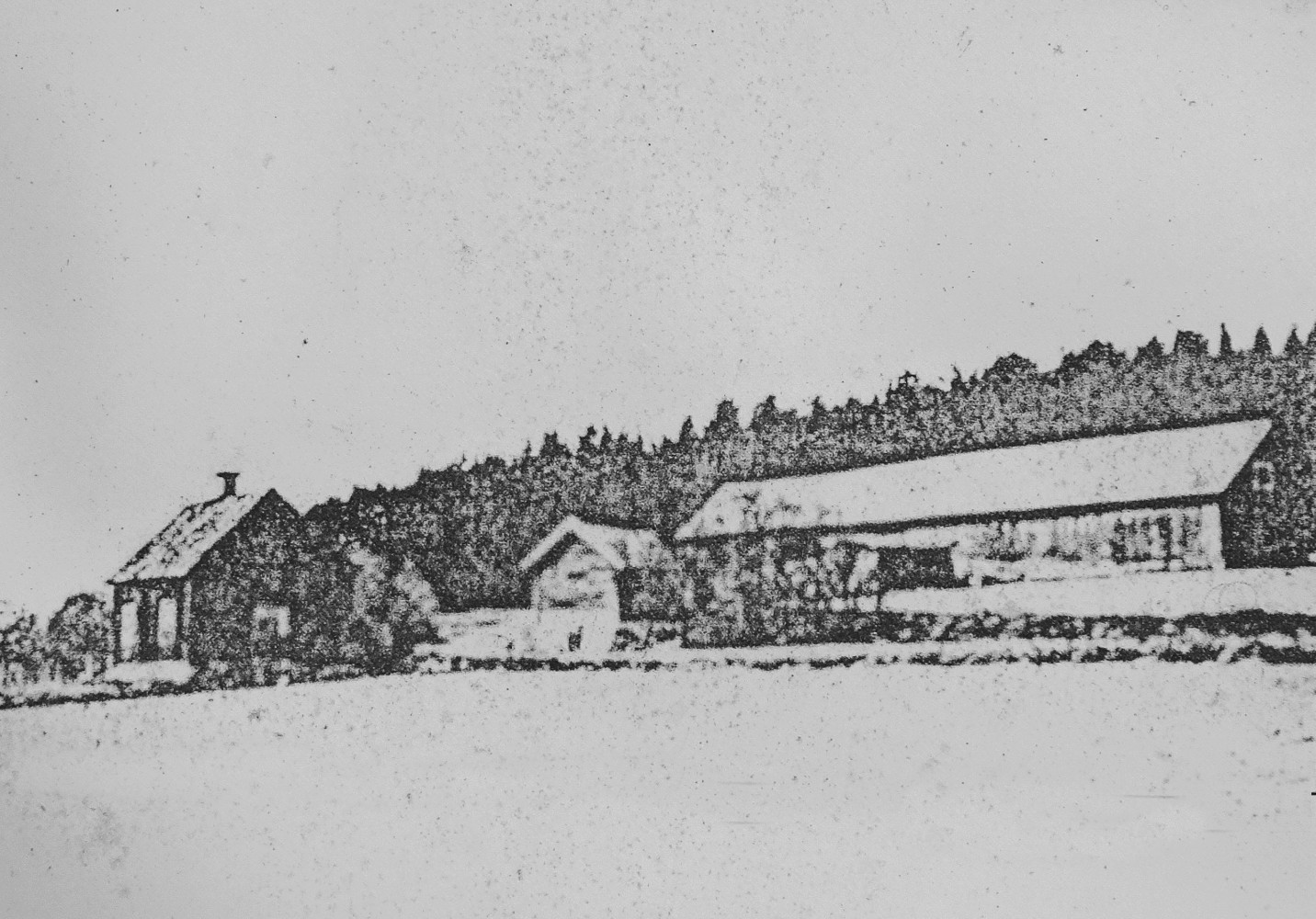
Torpet Rothugget på 1930-talet.

## Gården
Gården hade sexdelad plan, stomme av liggtimmer och en källare med murade tegelvalv. Huvudbyggnaden revs 1936 och idag finns bara den rasade källargrunden var. Till Edeby hörde flera ekonomibyggnader, varav två är bevarade. Den ena är en knuttimrat parloge från 1786 som står nära torpet Ängsstugan vid Vällingevägen, den andra står vid den gamla bruksvägen som ledde ner till Edeby. Båda används numera av Stockholm Vatten som äger och brukar marken. Idag påminner Edeby holme i Bornsjön om den tidigare gården.

## Gårdar och torp under Edeby
Under Edeby låg även flera torp, bland dem Rothugget, Norrtorp, Oxhagen och Brink.
- Brink omnämns första gången 1653 och var en så kallad morastugetyp, en knuttimrad enkelstuga med utskjutande knutar och små fönster. Brink låg vid nuvarande Vällingevägen strax sydväst om Ängsstugan. Innan stugan revs 1940 var den bostad för skogsarbetare. Idag återstår en husgrund och ett spisröse efter skorstenen.[2]
- Norrtorp låg strax söder om torpet Brink vid nuvarande Vällingevägen. Torpet framgår på en karta från 1690 och lydde då under Lideby. Enligt husförhörslängden från 1718 bodde här torparen Bengt Larsson med hustru Ingeborg och barnen Lisbet och Lars. På 1920-talet nyttjades stugan av Gustaf Adolf Karlsson med familj. Han såg till att stugan fick en järnspis vilken han hämtade i Södertälje och forslade hem den på en kälke. Längre österut låg Norrtorps ekonomibyggnader. Boningshuset och ekonomibyggnaderna revs 1936. Idag påminner en liten kulle med förvildade trädgårdsväxter om platsen för Norrtorp.[3]
- Näsby var en av Salems äldsta gårdar och första gången omnämnt i skrift 1403. Under 1600-talet omtalas Näsby som säteri. 1682 slog dåvarande ägaren, friherren Fabian Carlsson Wrede, ihop Näsby med Edeby. Därefter betecknas Näsby som ladugård tillhörande Edeby. I början av 1700-talet upphör uppgifterna om Näsby. Fortfarande på 1950-talet fanns den så kallade "Näsladen" som stod intill vägskälet mot Edeby cirka 200 meter väster om Näsby gamla tomt.[4]
- Oxhagen är känt sedan början av 1700-talet. Oxhagen låg i skogen strax norr om bruksvägen som sträcker sig mellan Lundby parstuga och gården Bornö. Torpet lydde först under Edeby och senare under Vällinge. I Salems husförhörslängd från 1718 uppges att det bodde sex personer på Oxhagen: torparen Erik Hansson med hustru och dotter samt tre hyresgäster. Mellan 1910 och 1933 var Oxhagen ett sommarställe. Rivningen skedde 1936.[5] I närheten finns ytterligare ett torp Oxhagen som ligger under Sturehov.
- Rothugget låg liksom Oxhagen till en början under Edeby och sedan under Vällinge när dess ägor utökades. Namnet tyder på att här bröts rötter för att odla upp marken. Rothugget var ett dagsverkstorp som omnämns första gången 1718. Även Rothugget låg vid bruksvägen som sträcker sig mellan Lundby parstuga och gården Bornö. Boningshuset låg på sydsidan om vägen medan ekonomibyggnader på norra sidan. Rothuggets byggnader revs 1940. Efter bebyggelsen kvarstår idag torpets och ekonomibyggnadens husgrund.[6]

## Nutida bilder

Edeby gård
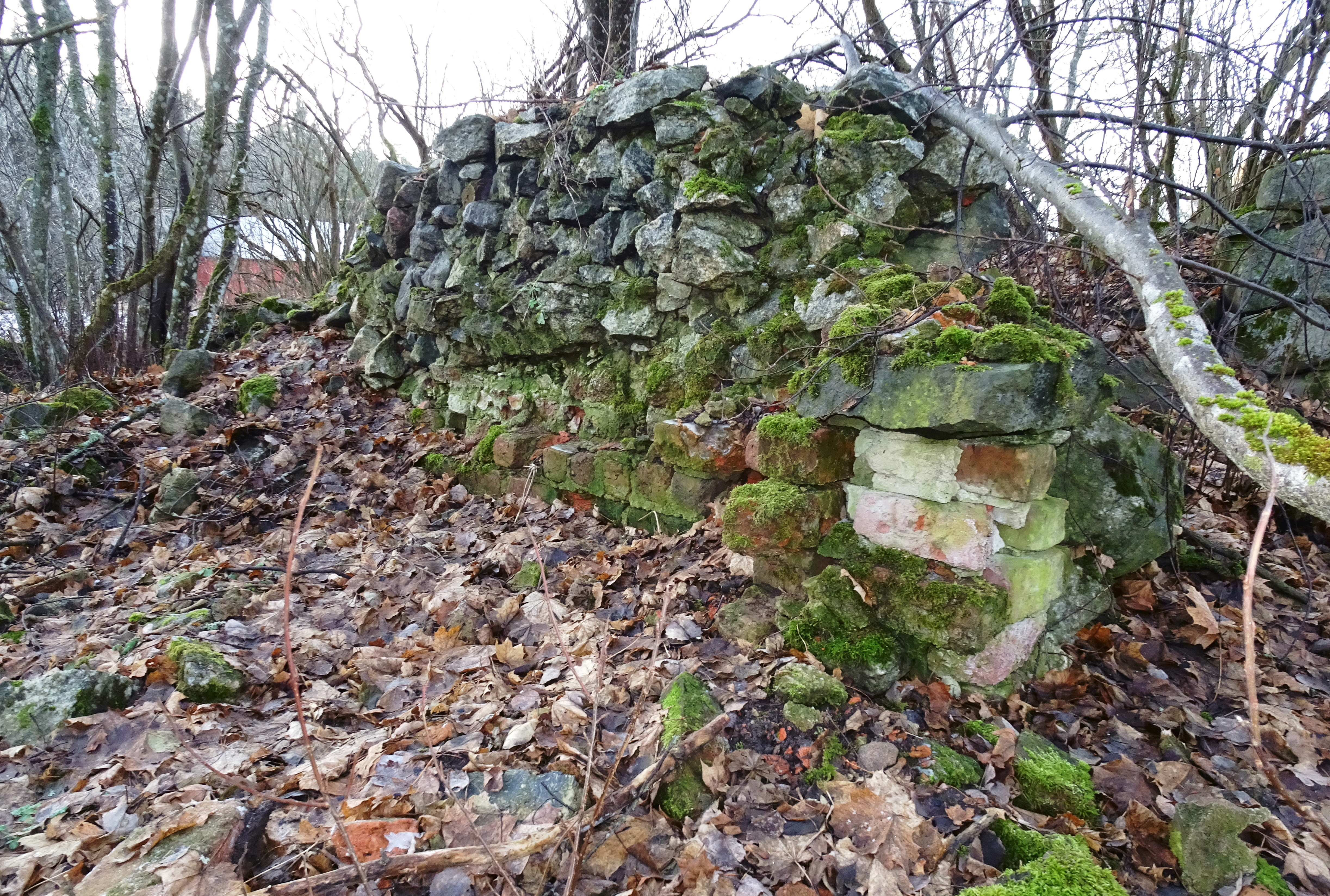
Gårdens källargrund, 2016.
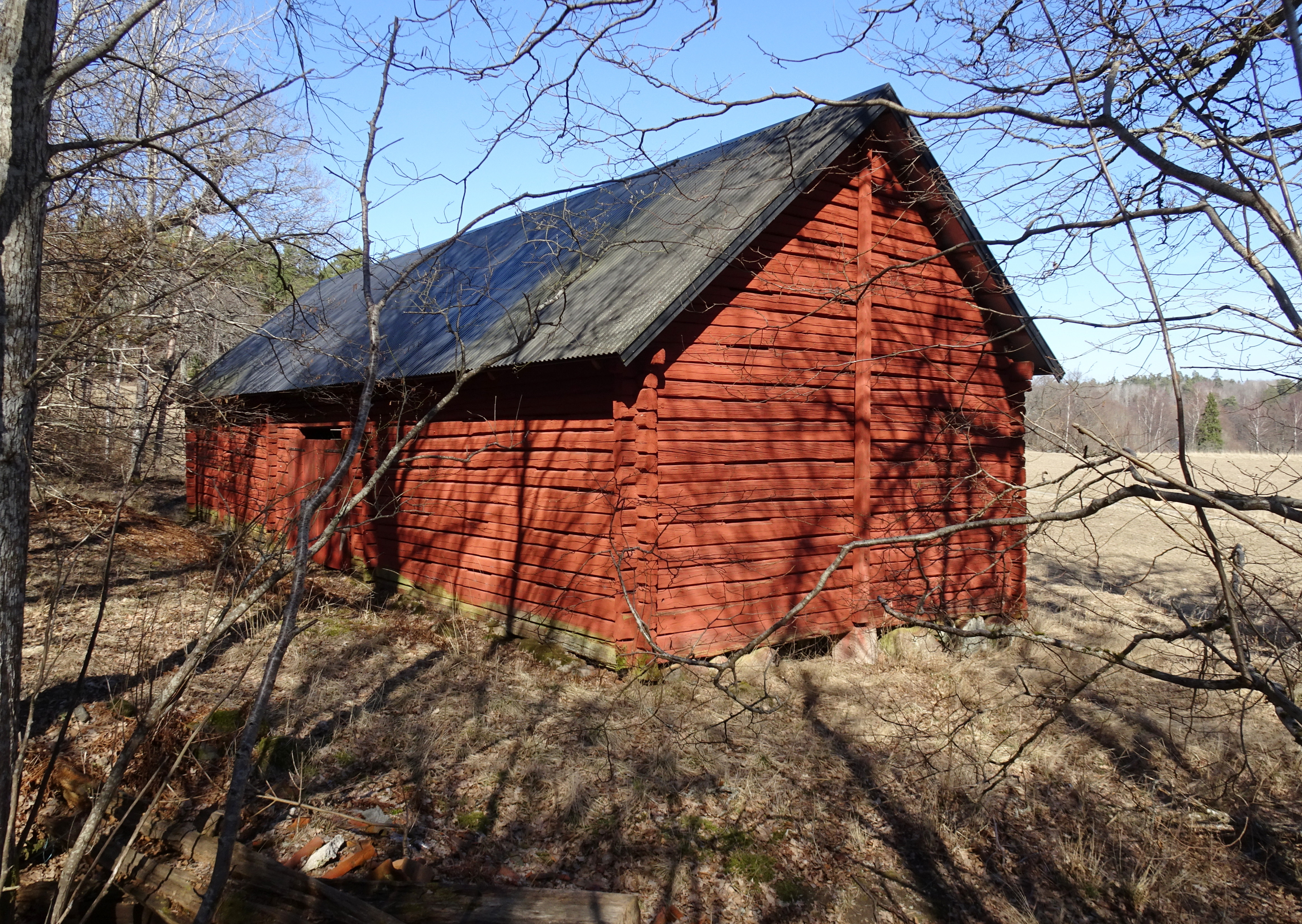
Edeby gårds parloge, 2017.
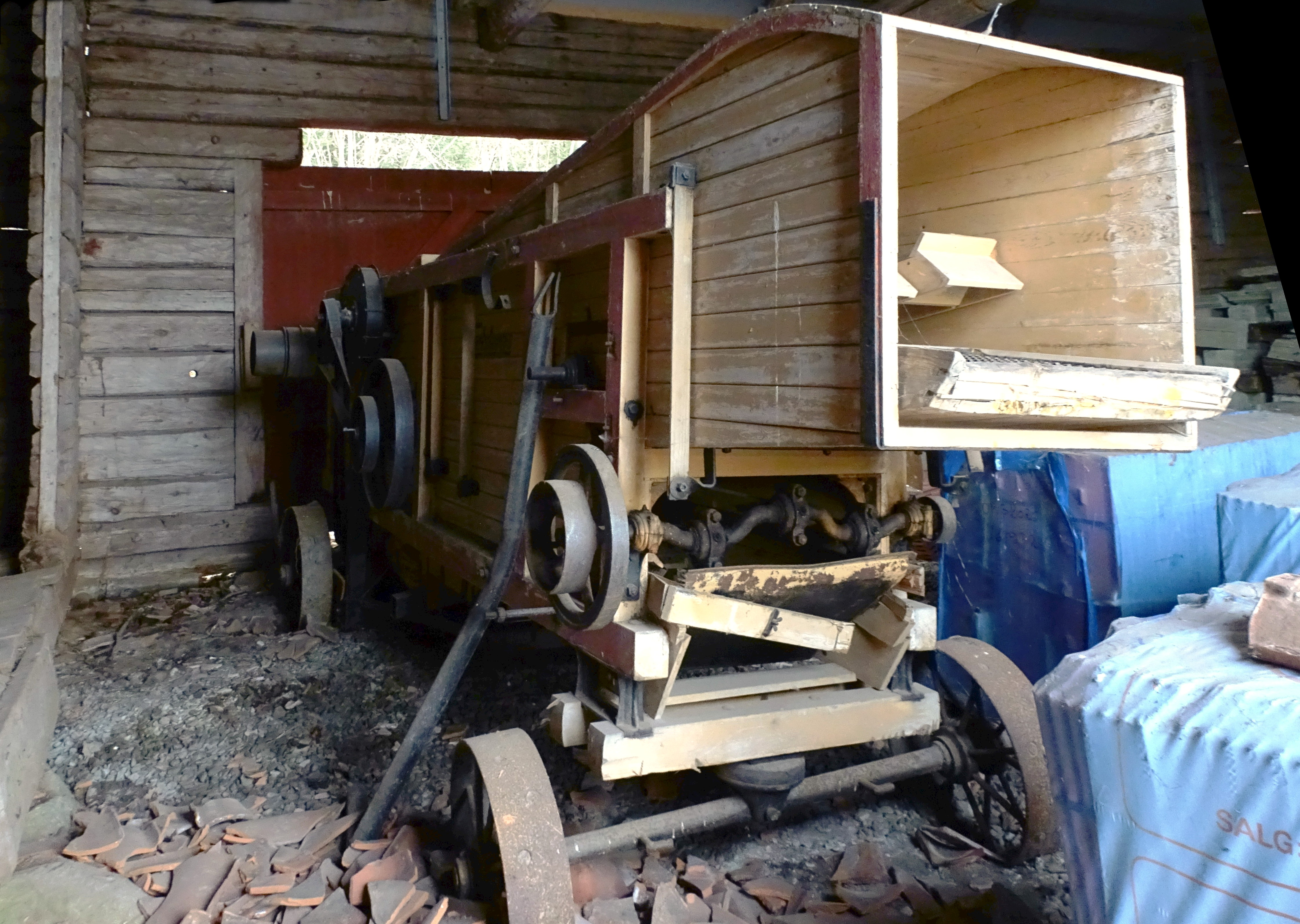
Edeby gårds parloge, interiör.
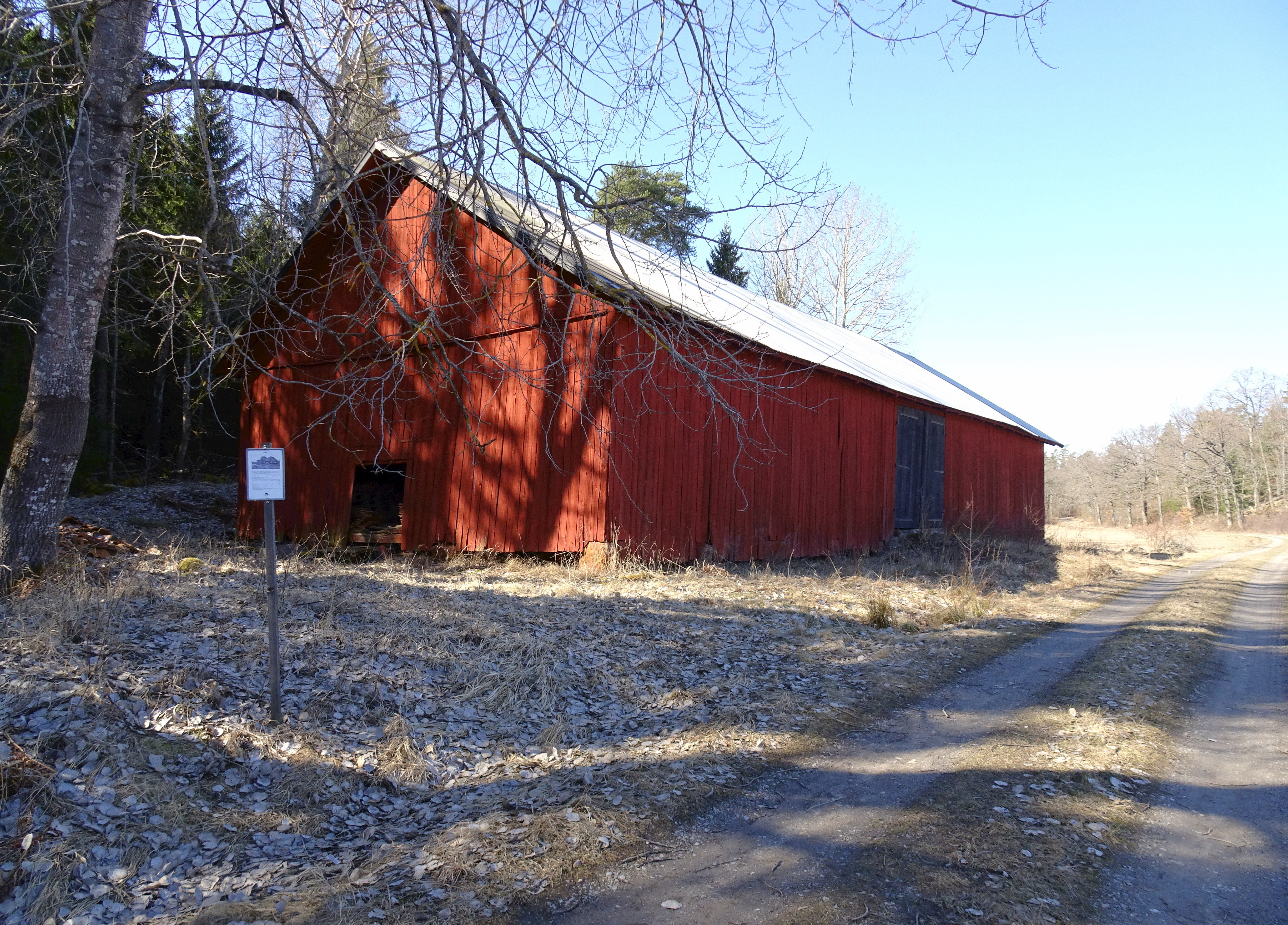
Edeby gårds lada, 2017.

Torp
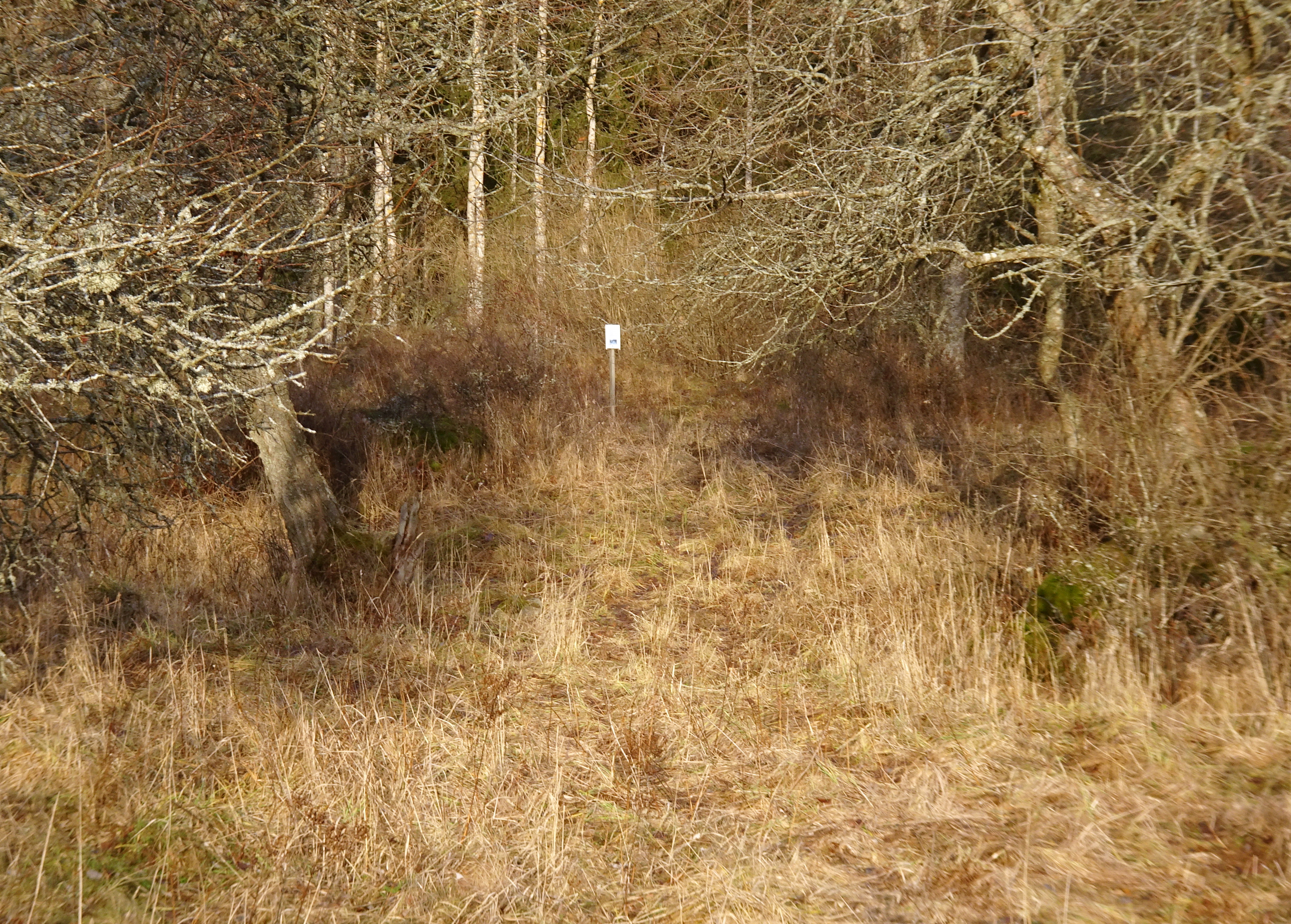
Oxhagens tomtplats, 2016.
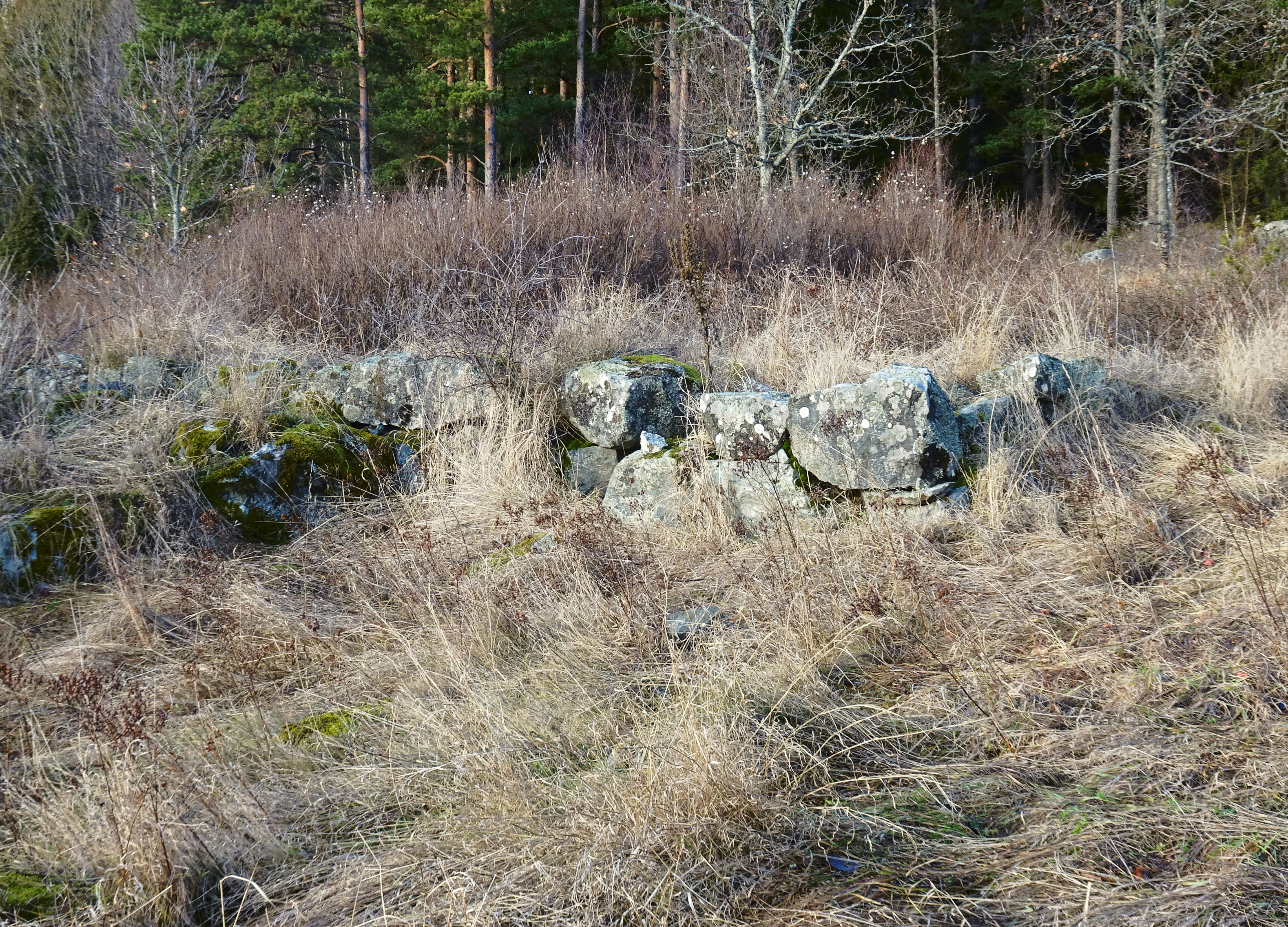
Grunden efter Rothuggets lada, 2016.
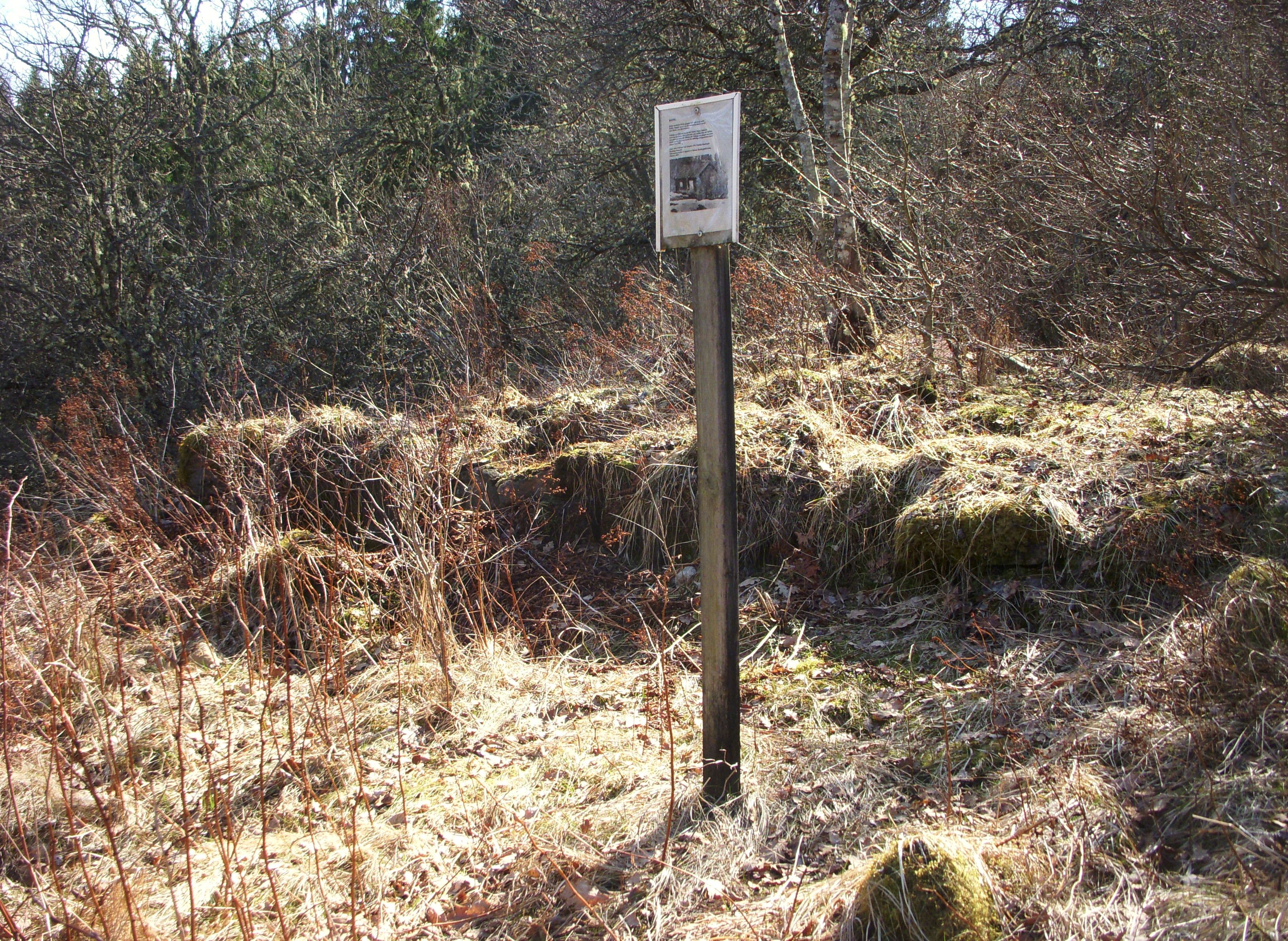
Brinks tomtplats, 2017.
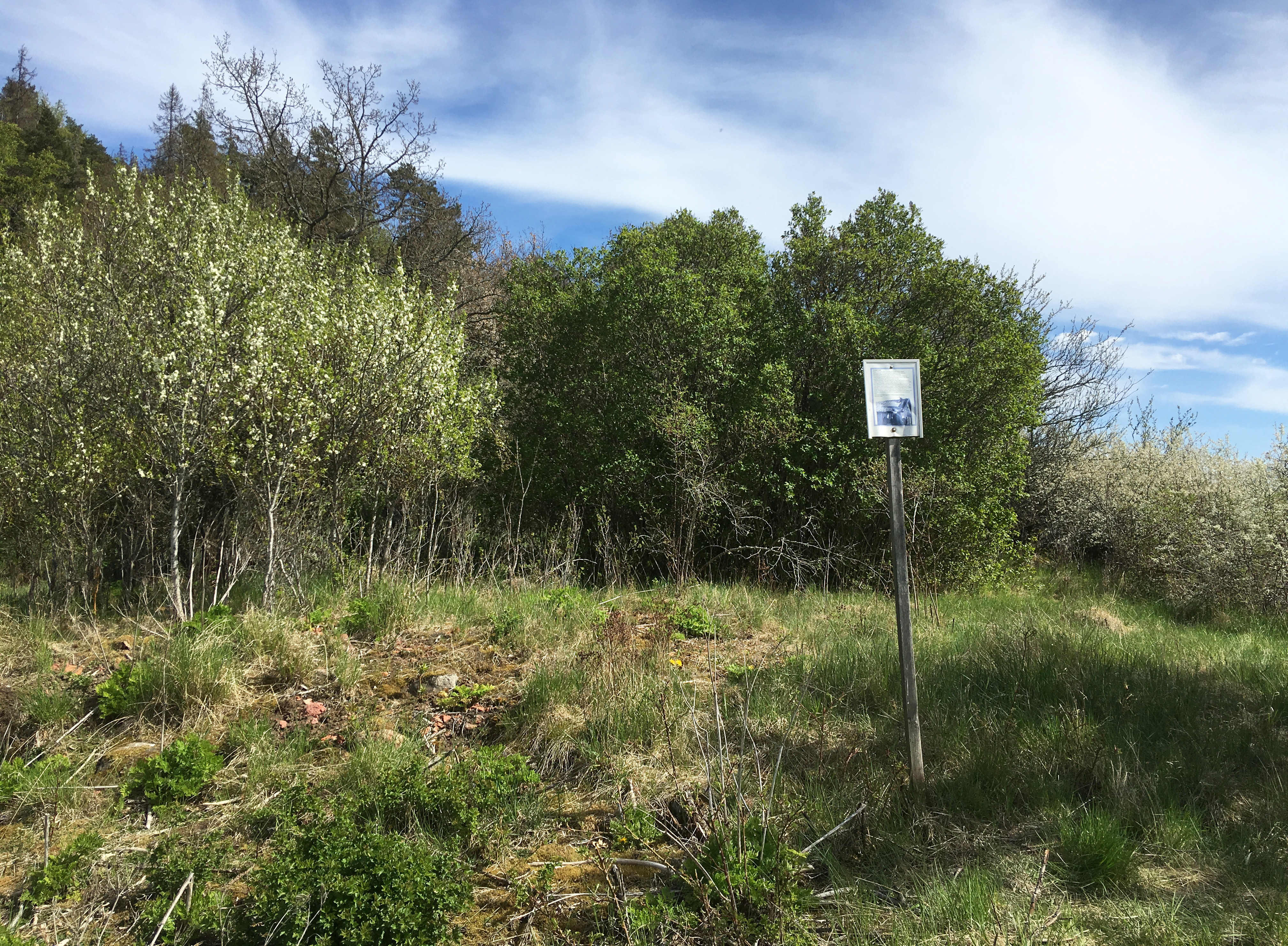
Norrtorps tomtplats, 2019.